# Applauso (album)
Applauso è il decimo album della cantante Raffaella Carrà, pubblicato nel 1979 dall'etichetta discografica CBS Italiana e distribuito dalle Messaggerie Musicali di Milano.

## Il disco
Grafica di Luciano Tallarini, illustrazione di Gianni Ronco.
Ha raggiunto complessivamente il 75º posto tra i 33 giri più venduti nel 1979, con un picco massimo al 24º durante l'anno.
Nel 1990 è stato ristampato in tutti i formati e per la prima volta in CD, senza alcuna rimasterizzazione (CBS 466413).
- Torna da me
Nel 1999 nelle raccolte di remix Fiesta - I grandi successi per l'Italia e Fiesta - Grandes Éxitos per i mercati latini, Raffaella ripropone il brano in versione dance, rispettivamente cantandolo in italiano e in spagnolo.
La versione in spagnolo dal titolo Vuelve (testo di Luis Gómez Escolar)[3] è il lato B del singolo CBS 8052 che sul lato A reca No le hagas lo que a mí a sua volta traduzione (di Manolo Díaz alias Manuel Ángel Díaz Martínez) di E salutala per me.[4]
- Dal 26 giugno 2024, l'album è disponibile su tutte le piattaforme digitali.

## Versioni internazionali
Oltre al singolo pubblicato per il mercato italiano e distribuito anche su quello ispanico ed internazionale, all'estero sono stati stampati:
- Torna da me/Joggin' (CBS 7736 in Germania;[6] CBS 7844 nei Paesi Bassi con i lati invertiti)[7]
- Santo, Santo/Drin drin (Epic 340.001 in Spagna) contiene due brani in spagnolo: il lato principale è la traduzione di Manolo Díaz[8] della canzone Ma che vacanza è; il testo del lato b, che mantiene il titolo originale, è invece di Luis Gómez Escolar.[9]
- Torna da me/Drin drin (Melodia 62-08375-6 in Russia) con entrambi i brani in italiano.[10]

L'album è stato distribuito in Cile, Colombia, Venezuela, Peru, Uruguay, Argentina e Bolivia col titolo Aplauso, con le tracce tradotte in spagnolo nella stessa sequenza e con l'artwork dell'edizione in italiano. Lo stesso in Spagna, ma con titolo Canta En Español e il brano E salutala per me col titolo tradotto in No le hagas lo que a mí, mentre in tutte le altre edizioni è Corre y ve donde está ella.
- 1979 - Canta En Español (CBS S 83880, Spagna) [11][12][13]
- Lato A: 1. Chak (Ciak), 2. Vuelve (Torna da me), 3. Amor ingrato (Povero Amore), 4. De palabram (A parole), 5. Perdonémonos (Riproviamoci)
- Lato B: 1. Drin drin (spanish version), 2. No le hagas lo que a mí (E salutala per me), 3. Santo santo (Ma che vacanza è), 4. Cara a cara (Soli soli), 5. Joggin'
- Testi di Luis Gómez Escolar, tranne B2, B3, B5 di Manolo Díaz.

In Turchia, Grecia, Germania, Canada, Giappone, Jugoslavia e Paesi Bassi con i brani in italiano e in quest'ultima nazione anche una rara versione picture disc.
Le edizioni per gli stati dell'Unione Sovietica del 1980 prevedeva quattro versioni differenti: label bianca, rosa, rossa e laminata, tutte con titolo Поет Рафаэлла Карра (Raffaella Carrà) e ristampate più volte fino al 1989.

## Tracce
Edizioni musicali Anteprima Music.
Lato A
1. Ciak – 3:03 (testo: Cristiano Malgioglio – musica: Corrado Castellari)
2. Torna da me – 2:55 (testo: Gianni Belfiore, Gianni Boncompagni – musica: Franco Bracardi)
3. Povero amore – 2:55 (testo: Gianni Boncompagni – musica: Franco Bracardi)
4. A parole – 3:38 (testo: Gianni Belfiore, Gianni Boncompagni – musica: Franco Bracardi; edizioni musicali Anteprima Sugar Music)
5. Riproviamoci – 3:38 (testo: Antonello De Sanctis – musica: Adelmo Musso)

Lato B
1. Drin drin – 3:33 (testo: Gianni Belfiore, Gianni Boncompagni – musica: Franco Bracardi)
2. E salutala per me – 4:35 (testo: Gianni Boncompagni – musica: Franco Bracardi)
3. Ma che vacanza è – 2:55 (testo: Gianni Belfiore, Gianni Boncompagni – musica: Franco Bracardi)
4. Soli soli – 3:06 (testo: Gianni Belfiore, Gianni Boncompagni – musica: Franco Bracardi)
5. Joggin' – 3:05 (testo: Gianni Boncompagni – musica: Adelmo Musso, Franco Bracardi, Gianni Boncompagni)

## Musicisti

### Artista
- Raffaella Carrà - voce

### Arrangiamenti e direzione orchestrale
- Danilo Vaona - Ciak, Torna da me, Povero amore, E salutala per me
- Paolo Ormi - Drin drin
- Adelio Musso - altri brani